# Anisodes prunelliaria
Anisodes prunelliaria är en fjärilsart som beskrevs av Herrich-Schäffer 1855. Anisodes prunelliaria ingår i släktet Anisodes och familjen mätare. Inga underarter finns listade i Catalogue of Life.